# Società di San Colombano per le missioni estere
La Società di San Colombano per le missioni estere (in latino Societas S. Columbani pro Missionibus ad Exteros, in inglese Missionary Society of Saint Columban) è una società clericale di vita apostolica di diritto pontificio: i membri della società pospongono al loro nome la sigla S.S.C.M.E.

## Storia
La società venne fondata dai sacerdoti irlandesi Edward Galvin e John Blowick: Galvin era stato missionario in Cina, dove aveva collaborato con John Fraser, poi fondatore dei missionari di Scarboro, che gli aveva chiesto di reclutare e formare in Irlanda missionari da inviare in Cina; tornato in patria, Galvin chiese aiuto a Blowick, docente di teologia a Maynooth, e, con il sostegno del vescovo di Cork, progettarono di fondare una missione nazionale in Cina. L'iniziativa venne approvata dai vescovi irlandesi il 10 ottobre 1916 e da papa Benedetto XV il 13 giugno 1917.
Thomas O'Dea, vescovo di Galway, firmò il decreto di erezione canonica della nuova società missionaria il 29 giugno 1918 e i primi 19 seminaristi, provenienti in massima parte da Maynooth, iniziarono la loro formazione specifica. La società venne approvata dalla Santa Sede il 5 giugno 1925 e definitivamente il 14 marzo 1932.
La società è intitolata a san Colombano, monaco irlandese del VI secolo, che predicò il Vangelo dalla natia Irlanda, in Francia, Germania, Austria, Svizzera e Italia.

## Attività e diffusione
I missionari di San Colombano si dedicano all'evangelizzazione, soprattutto delle popolazioni dell'Asia, e a diverse opere di promozione sociale.
Sono presenti in Australia, Brasile, Cile, Cina, Corea, Figi, Filippine, Giappone, Gran Bretagna, Irlanda, Nuova Zelanda, Pakistan, Perù, Stati Uniti d'America e Taiwan: la sede generalizia era a Donaghmede, presso Dublino, fino al 2008, oggi è a Hong Kong.
Al 31 dicembre 2005, la Società contava 29 case e 580 membri, 524 dei quali sacerdoti.